# Bảo tàng Bible Lands
Bảo tàng Bible Lands (tiếng Hebrew: מוזיאון ארצות המקרא - Muzeon Artzot HaMikra Bible Lands Museum) là một bảo tàng dành riêng cho các quốc gia cổ đại và nền văn hóa trong Kinh Thánh Do Thái. Bảo tàng nằm trong Jerusalem, bên cạnh Bảo tàng Israel và Campus Khảo cổ học Israel ở Givat Ram.